# When We Were the New Boys
When We Were the New Boys é o décimo oitavo álbum de estúdio do cantor Rod Stewart, lançado a 2 de Junho de 1998.

## Faixas
1. "Cigarettes & Alcohol" (Noel Gallagher) – 4:03
2. "Ooh La La" (Ron Wood, Ronnie Lane) – 4:15
3. "Rocks" (Bobby Gillespie, Andrew Innes, Robert Young) – 4:45
4. "Superstar" (Joseph McAlinden) – 4:21
5. "Secret Heart" (Ron Sexsmith) – 4:07
6. "Hotel Chambermaid" (Graham Parker) – 3:49
7. "Shelly My Love" (Nick Lowe) – 3:38
8. "When We Were the New Boys" (Rod Stewart, Kevin Savigar) – 4:39
9. "Weak" (Martin Kent, Robbie France, Richard Lewis) – 4:38
10. "What Do You Want Me to Do?" (Mike Scott) – 3:36
11. "Careless With Our Love" (Rod Stewart) (Faixa bónus ne versão Japonesa)

## Créditos
- Rod Stewart – Vocal
- Oliver Leiber – Guitarra, vocal de apoio
- John Shanks – Guitarra, bandolim, harmónica, vocal de apoio
- Michael Landau – Guitarra
- Jeff Baxter – Guitarra
- Lance Morrison – Baixo
- Dave Palmer – Bateria
- Kevin Savigar – Teclados, órgão, acordeão
- Paulinho Da Costa – Percussão, maracas
- Jeff Paris – Piano
- Rick Braun – Trompete
- Nick Lane – Trombone
- Jimmy Roberts – Saxofone
- Sharon Corr – Violino
- Richard Greene – Violino
- Steve Richards – Violoncelo, vocal de apoio
- Fred White, Dee Harvey, Lamont Van Hook, Sue Ann Carwell, Jacki Simley, Richard Page, Jeff Pescetto, Wil Wheaton – Vocal de apoio
- Suzy Katayama, Daniel Smith – Violoncelo

## Paradas
| Paradas (1998) | Posição |
| -------------- | ------- |
| Billboard 200  | 44      |